# میا یی

مبارزه میا یی (به انگلیسی: Mya Yi) حتی پیش از حمله ژاپنی‌ها به برمه در جنگ جهانی دوم آغاز شد. او با تمام قدرت برای استقلال کشور مبارزه می‌کرد و جلوی مقامات حکومت استعماری بریتانیا می‌ایستاد. او در جنگ جهانی دوم به نیروی مقاومت پیوست و برای دفاع از خود همیشه یک بطری زهر و یک شمشیر همراه داشت. در ۱۹۴۴، میا با پای پیاده از سرزمین‌های اشغال شده توسط دشمن و کوهستان‌ها عبور کرد تا خود را به هند که تحت سلطه بریتانیا بود برساند و به مبارزه با ژاپنی‌ها ادامه دهد. میا در طول مسیر زخم‌هایش را با تکه‌های سارونگ
 می‌بست و به پیشنهاد مردانی که می‌خواستند او را حمل کنند، جواب رد می‌داد. وقتی در هند بود، به پخش اعلامیه بر فراز برمه کمک کرد، برگه‌هایی که در آن‌ها بدرفتاری ژاپنی‌ها با مردم به تفصیل شرح داده شده بود. با وجود این که قصد داشت بعد از تولد پسر اولش به همراه همسر خود به برمه بازگردد، تا اکتبر ۱۹۴۵ و بعد از پایان جنگ جهانی اول به آنجا نرفت. او به مبارزه خود برای استقلال ادامه داد و این بار جلوی نظام‌های دیکتاتوری کشور ایستاد.